# تلویزیون فارسی بی‌بی‌سی
تلویزیون فارسی بی‌بی‌سی (به انگلیسی: BBC Persian TV) یکی از زیرمجموعه‌های بخش فارسی بی‌بی‌سی است.

## پیشینه و وابستگی سازمانی

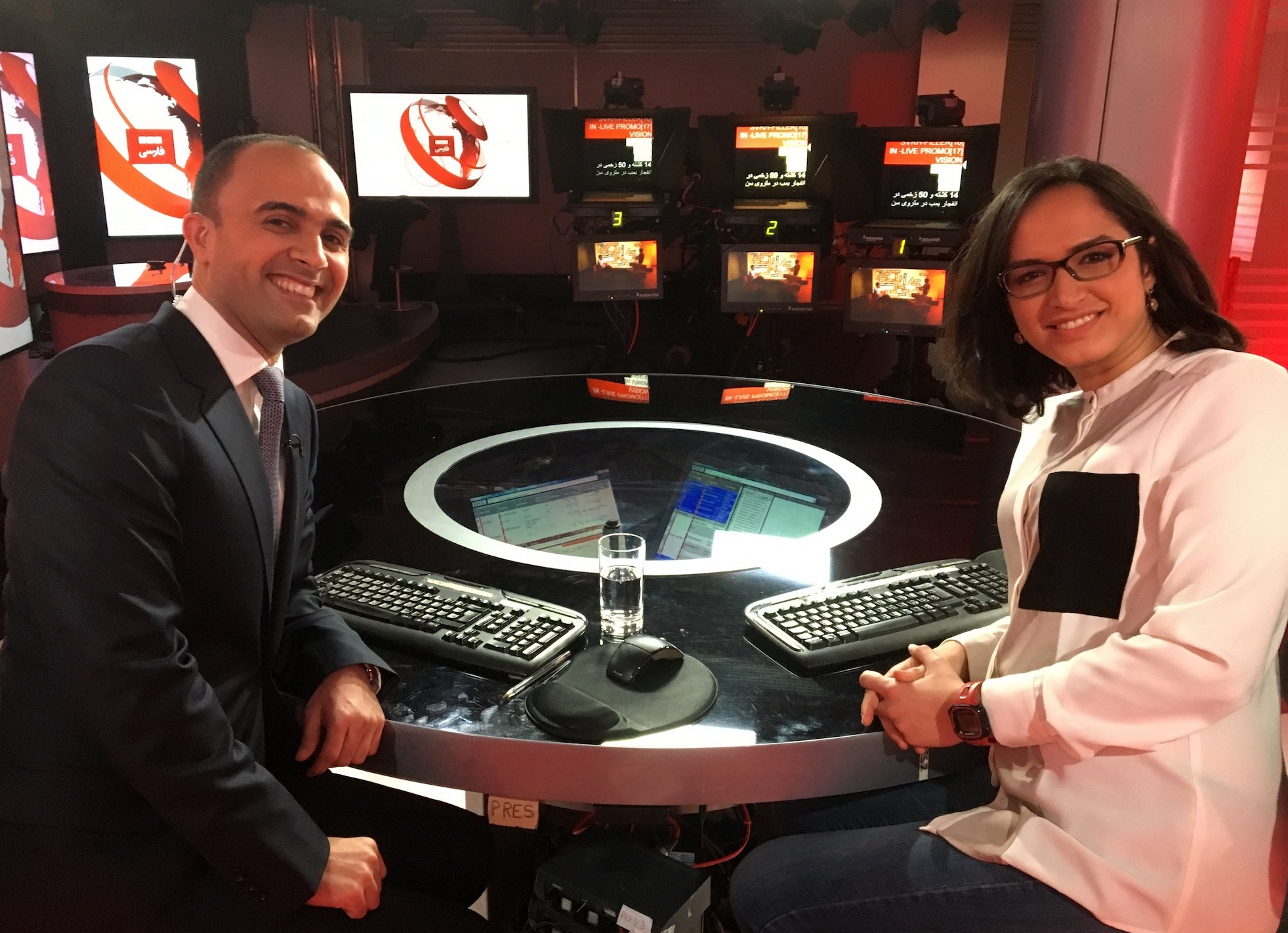
مجید افشار و رعنا رحیم پور، دو تن از مجریان تلویزیون پارسی بی.بی. سی، ۲۰۱۷

گروه آسیا-اروپا و خاورمیانه ای که بخش فارسی بی‌بی‌سی جزئی از آن محسوب می‌شود، از طریق سرویس جهانی بی‌بی‌سی در سال ۱۳۸۵ پیشنهاد تأسیس یک شبکه تلویزیونی را به وزارت خارجه بریتانیا ارائه کرد. این پیشنهاد در سال ۱۳۸۶ پذیرفته شده، مقدمات ایجاد این شبکه پس از تعیین بودجهٔ سالیانهٔ آن ایجاد شد. این شبکه در ساعت ۱۷:۰۰ روز ۱۴ ژانویه ۲۰۰۹ میلادی (۲۵ دی ۱۳۸۷ خورشیدی) پخش برنامه‌های خود را به زبان فارسی به مدت ۸ ساعت در روز آغاز کرد. و هم‌اکنون از ساعت ۹ صبح به بازپخش منتخبی از برنامه‌ها می‌پردازد.
زبان فارسی یکی‌ از کمترین تعداد گویشوران بومی و دوم را در میان زبانهای سرویس جهانی‌ بی‌بی‌سی دارد (با ۳۴ میلیون گویشور بومی در ایران، ۱۲ میلیون گویشور بومی در افغانستان، ۸ میلیون گویشور بومی در تاجیکستان، و ۵ میلیون گویشور بومی در ازبکستان). این بر خلاف زبان پرگویشور و بزرگی مانند هندی‌-اردو است، که تعداد گویشوران بومی آن بالغ بر ۱ میلیارد و نیم و تعداد کل گویشواران بومی و دوم آن بالغ بر ۲ میلیارد نفر می‌‌باشد.

## بودجه و هزینه
بودجه سالانه تلویزیون فارسی بی‌بی‌سی ۱۵ میلیون پوند (۲۲ میلیون دلار) برآورد شده‌است که بخشی از بودجه سالیانه بخش جهانیست که از مالیات پرداخت شده توسط شهروندان بریتانیا تأمین می‌شود. در سال ۲۰۱۶، میانگین حقوق سالیانه کارمندان شبکه بی‌بی‌سی ۴۳ هزار پوند بوده‌است.

## برنامه‌سازان
برنامه‌سازان تلویزیون فارسی بی‌بی‌سی از اعضای برنامه‌ساز رادیوی فارسی بی‌بی‌سی و تعدادی خبرنگار، مجری و روزنامه‌نگار است که مخصوصاً برای کار در تلویزیون بی‌بی‌سی استخدام شده‌اند. چند تن از برنامه‌سازان این تلویزیون عبارت اند از:
- بهزاد بلور (سازنده اولین برنامه تلویزیونی بی‌بی‌سی فارسی از سال ۲۰۰۷)
- پونه قدوسی
- مهرداد فرهمند
- ژیار گل
- سیاوش اردلان
- مجید افشار
- صادق صبا (مدیر شبکه بازنشسته از ۲۰۱۶)
- رزیتا لطفی (از ۲۰ ژانویه ۲۰۱۶)
- علی همدانی
- عنایت فانی
- فرداد فرحزاد
- کسری ناجی
- نفیسه کوهنورد
- نیما اکبرپور

## برنامه‌ها
برنامه‌های تلویزیون فارسی بی‌بی‌سی بر سه نوع کلی خبر (news)، بلند مدت (feature) (شامل مستندها) و متعامل (interactive) است.
برخی از برنامه‌ها تولید تلویزیون بی‌بی‌سی فارسی هستند، برخی از تولیدکنندگان دیگر خریداری شده‌اند و برخی هم از برنامه‌های بی‌بی‌سی انگلیسی به فارسی برگردان می‌شوند. اکثر قریب به اتفاق امور فنی و تولید محتویات برنامه‌های تولیدی تلویزیون فارسی بی‌بی‌سی به صورت داخلی و توسط کارکنان بی‌بی‌سی انجام می‌شود. تلویزیون بی‌بی‌سی فارسی در خصوص مسائل دبیری به صورت کلی از مقررات و خط مشی‌های بی‌بی‌سی تبعیت می‌کند و ممکن است براساس نیاز و فرهنگ مخاطب خود از این اصول کلی قرائت محلی نماید.

### خبر
زمان پخش: هر یک ساعت یکبار رأس ساعت به ساعت ایران
سردبیران: ابراهیم خلیلی، امیر عظیمی
مجریان: فرناز قاضی زاده، رعنا رحیم‌پور، مجید افشار است. همچنین پریزاد نوبخت خبرنگار ایرانی ساکن لندن یکی دیگر از مجریان تلویزیون بی‌بی‌سی فارسی است. او پیش از پیوستن به بخش فارسی بی‌بی‌سی با پرس‌تی‌وی کار کرده‌است. همچنین تجربه همکاری با بخش جهانی بی‌بی‌سی را نیز دارد.
شامل بخش‌های مختلف خبری که تقریباً هر یک ساعت یک بار ارائه می‌شود.

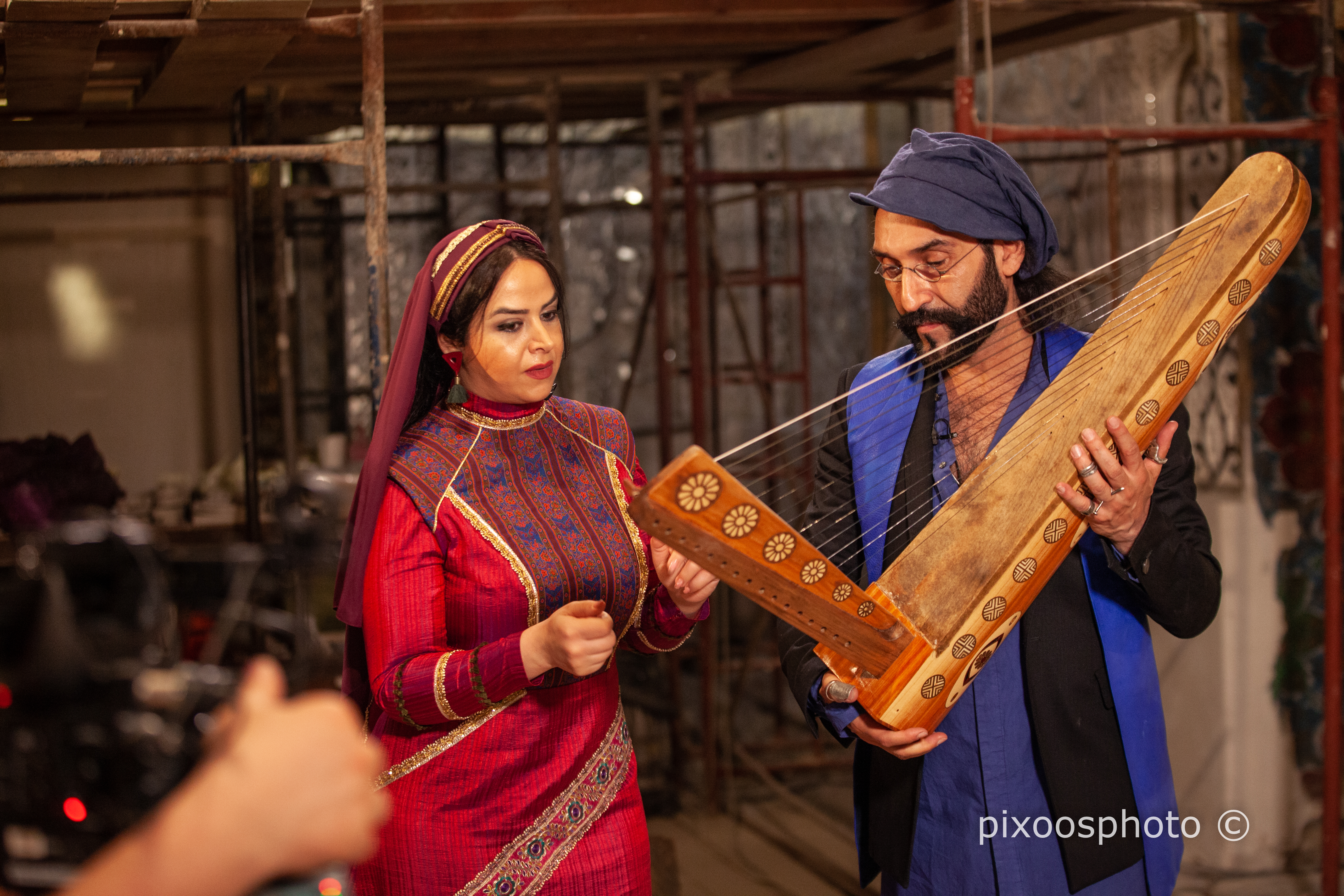
بهزاد بلور هنگام اجرا در برنامه بلور بنفش و چنگ باستانی ایرانی به نوازندگی رابغهٔ زند.
محل فیلم‌برداری: اتاق آینه قصر آرشاگین در فرهنگستان هنر تفلیس.

### بلور بنفش
زمان پخش: پنجشنبه‌ها ساعت ۲۰:۳۰ به وقت تهران و ۱۷:۰۰ به وقت لندن به مدت ۳۰ دقیقه.
گوینده، تهیه‌کننده و کارگردان: بهزاد بلور
سردبیر: لارا پطروسیان
اولین فصل بلور بنفش با آغاز تلویزیون فارسی بی‌بی‌سی پخش شد. اولین فصل دربارهٔ زندگی شخصی و پشت صحنه‌های زندگی ستاره‌های موسیقی ایرانی بود. سری دوم از سال ۲۰۱۳ جایگزین برنامه کوک شد که تا امروز ادامه دارد. اجراهای اختصاصی و زنده موسیقی و دیدار از کشورهای مختلف، فرهنگ‌های مختلف و دیدار با هنرمندان شناخته شده و ناشناس.

### خبرهای ورزشی
زمان پخش: هر روز ساعت ۱۹ به وقت تهران
سردبیر:
گزارشگران: مجید نوریان، پوریا ژافره
پخش اخبار ورزشی اختصاصی و در پایان بخش خبر تقریباً هر دو ساعت یک بار صورت می‌گرفت.
این نوع اخبار دیگر به‌طور مستقل پخش نمی‌شود و در انتهای بخش‌های خبری معمول، اخبار سیاسی توسط مجریان خبر خوانده می‌شود.

### ۶۰ دقیقه
زمان پخش: شنبه تا چهارشنبه، ساعت ۲۲ به وقت تهران
مجریان: رعنا رحیم پور، پریزاد نوبخت و مجید افشار
برنامه تحلیل خبر

### خبرنگاران
زمان پخش: جمعه‌ها
مجریان سابق: سعیده هاشمی، علی رضا فولادی و رعنا رحیم پور
مجریان: فتانه فرج‌اللهی
برنامه‌ای که به تحلیل وسیع خبرهای هفتگی از زبان خبرنگاران تهیه‌کننده خبر همراه با حواشی آن می‌پردازد.

### هشتگ شما
زمان پخش: هر روز ساعت ۱۹ به وقت تهران
مجریان سابق: سیاوش اردلان، پونه قدوسی، ستار سعیدی، نفیسه کوهنورد، صنم دولتشاهی
مجریان فعلی: احسان آمرطوسی، مریم زهدی، فرن تقی‌زاده، نیما اکبرپور، نیکلاس نیک‌سادات
برنامه‌ای مخاطب‌محور که با طرح سوالات، نظر مخاطبان برنامه را جویا می‌شود. آن‌ها از راه تلفن، پیامک، ویدئو کنفرانس یا اینترنت با برنامه ارتباط پیدا می‌کنند.
مخاطبان تصاویر خود را از اتفاقات اطراف برای برنامه می‌فرستند که در صفحه شاهد عینی در وب‌سایت بی‌بی‌سی فارسی منتشر و در گاهی در برنامه نمایش داده می‌شود.

### کلیک
زمان پخش: پنج‌شنبه‌ها ساعت ۲۳:۳۰ به وقت تهران
مجریان: نیما اکبرپور، بیتا حجازی
گزارشگران: عادل شایگان، مهرناز فرهمند
برنامه‌ای که به تازه‌های فناوری رایانه و فضای مجازی می‌پردازد.

### تماشا
زمان پخش: یکشنبه‌ها ساعت ۲:۳۰ به وقت تهران
مجری سابق: مریم عرفان
مجری فعلی: مریم زهدی
برنامه‌ای که به مقولات ادبیات و فرهنگ و هنر می‌پردازد. این برنامه شامل گزارش‌های مختلف از اتفاقات فرهنگی، هنری ایران و جهان است.

### آپارات
زمان پخش: پنج‌شنبه‌ها ساعت ۲۱:۱۰ به وقت تهران
مجری: حسن صلح‌جو
برنامه‌ای که به سینمای مستند (ترجیحاً ایران) می‌پردازد و با نمایش فیلم به کمک کارشناسان دعوت شده به تحلیل آن می‌نشینند.

### به‌عبارت دیگر
زمان پخش: سه‌شنبه‌ها ساعت ۱۸:۳۰ به وقت تهران
سردبیر: عنایت فانی
مجری: عنایت فانی
برنامه‌ای که با دعوت از کارشناسان به تجزیه و تحلیل مسائل سیاسی از ابعاد مختلف می‌پردازد.

### صفحه ۲
زمان پخش: سه‌شنبه‌ها ساعت ۲۳ به وقت تهران و صفحه ۲ آخر هفته جمعه‌ها ساعت ۱۸:۳۰ به وقت تهران
سردبیر: عنایت فانی
مجری سابق: مهدی پرپنچی
مجری فعلی: فرناز قاضی زاده
برنامه‌ای که با دعوت از کارشناسان به تجزیه و تحلیل رویدادهای روز سیاسی از ابعاد مختلف می‌پردازد.

### پرگار
زمان پخش: دوشنبه‌ها ساعت ۰۰:۱۵ بامداد
مجری: داریوش کریمی
برنامه‌ای که با دعوت کارشناسان به واکاوی و ریشه‌یابی رخدادهای جامعه و سیاست می‌پردازد.

### دیدبان
زمان پخش: جمعه‌ها ساعت ۲۰:۳۰ به وقت تهران
مجریان: فرناز قاضی‌زاده، مسعود بهنود
برنامه‌ای است که طی آن نشریات ایران در هفته را مورد بررسی و تحلیل قرار می‌دهد و به انتقاداتی که از برنامه‌های بی‌بی‌سی می‌شود از زبان سردبیران آن، پاسخ می‌گوید.

### ورزش ۷
زمان پخش: جمعه‌ها ساعت ۱۹:۳۰ به وقت تهران
مجریان: پوریا ژافره
برنامه‌ای که به بررسی رخدادهای ورزشی هفته می‌پرداخت. این برنامه دیگر پخش نمی‌شود.

### کوک
زمان پخش: سه‌شنبه‌ها ساعت ۱۷:۳۰ به وقت تهران و جمعه‌ها ساعت ۲۲:۳۰ به وقت تهران
مجری: بهزاد بلور
برنامه‌ای که به رخدادها و آشنایی با گروه‌های موسیقی می‌پرداخت. این برنامه دیگر پخش نمی‌شود.

### مکث
زمان پخش: سه‌شنبه‌ها ساعت ۱۷:۳۰ به وقت تهران و جمعه‌ها ساعت ۲۲:۰۵ به وقت تهران
مجریان: بهزاد بلور
مجله موسیقی این شبکه است که به رویدادهای روز دنیای موسیقی می‌پرداخت.
این برنامه دیگر پخش نمی‌شود.

### نون و نمک
زمان پخش:
مجریان: بهزاد بلور
برنامه‌ای در زمینه غذا، فرهنگ غذا و غذاخوری‌ها
این برنامه هر روز جز سه شنبه‌ها ساعت ۱۸:۳۰ پخش می‌شود.

### جمعه بازار
زمان پخش: جمعه‌ها
مجریان: امیر پایور
گزارشگران: علی قدیمی، فرانک عمیدی
برنامه‌ای که وضعیت اقتصادی و معیشت را مورد بررسی قرار می‌داد.
این برنامه دیگر پخش نمی‌شود.

### سریال‌ها
- شرلوک[۸]
- دکتر هو[۹]
- ام آی فاو[۱۰]
- همزادها[۱۱]
- شیادها[۱۲]

### سرگرمی
- موسیقی با جولز هلند

### برنامه‌های دوبله شده آرشیو
- تخت گاز
- پانوراما
- رویاهای المپیک
- شرلوک

### مجموعه‌های مستند
- ۶۰ جاندار خطرناک
- جهان وحش
- عشاق نامدار قرن بیستم
- حیوانات خارق‌العاده
- درمانگاه اورست
- هنر آلمان
- جهان ما
- عصر وحشت
- سیاره تنها: بهترین‌های آسیا
- داستان‌های ناگفته سینمای جهان
- مدرسه به سبک هندی

## مخالفت‌ها

### در بدو تأسیس
دفتر بخش فارسی بی‌بی‌سی در تهران یک هفته قبل از شروع رسمی پخش برنامه‌های شبکه، تعطیل شد. همچنین خبرنگاران مستقلی که در ایران اقدام به تهیه گزارش می‌نموده و برای بی‌بی‌سی ارسال می‌کردند، بازداشت شدند. اتهام آنان اقدام علیه امنیت ملی بود.

### انتخابات ریاست جمهوری
در پی اعتراضات سراسری مردم ایران به نتایج دهمین دوره انتخابات ریاست جمهوری ایران، بی‌بی‌سی و به خصوص بخش فارسی بی‌بی‌سی، از سوی مقامات نظام جمهوری اسلامی ایران، متهم شد که «در کانون جنگ روانی قرار دارد و تظاهرات خیابانی را سازمان می‌دهد».

### واکنش‌ها و برخوردهای دولت ایران
مأموران امنیتی ایران در ژانویه و فوریه سال ۲۰۱۲ میلادی، اعضای خانواده یا نزدیکان تعدادی از کارمندان بی‌بی‌سی فارسی را بازداشت و به گفته مدیران بی‌بی‌سی، از این طریق تلاش کردند تا کارمندان بی‌بی‌سی را تحت فشار قرار دهند. بی‌بی‌سی برخوردهای مأموران امنیتی ایران با اعضای خانواده عده‌ای از خبرنگارانش را محکوم کرده و آن را «اقدامی غیرانسانی» خوانده‌است. در آن هنگام، مدیر کل بی‌بی‌سی انگلستان به موردی اشاره کرد که در آن خواهر یکی از روزنامه‌نگاران بی‌بی‌سی فارسی در تهران بدون اتهام دستگیر و مورد تهدید و ارعاب واقع شده بوده.
در تاریخ ۴ مارس ۲۰۱۲ میلادی، تلویزیون انگلیسی‌زبان پرس‌تی‌وی، وابسته به حکومت ایران، با پخش فیلمی مستند به نام «چشم روباه» بخشی از سخنان دو زن و یک مرد را پخش کرد که اخیراً به همکاری با بی‌بی‌سی فارسی متهم شده بودند. بی‌بی‌سی مدعی است که «اظهارات این افراد در دوره بازجویی و هنگامی که آن‌ها در بازداشت بودند ضبط شده بود». در این فیلم بی‌بی‌سی فارسی به جاسوسی دربارهٔ تأسیسات صنعتی ایران متهم شده‌است. سپاه پاسداران انقلاب اسلامی نام عملیات برخورد با بی‌بی‌سی فارسی را «پروژه چشم روباه» گذاشته‌است.
در نوشتاری در وبلاگ سردبیران بی‌بی‌سی فارسی در ژانویه ۲۰۱۳، صادق صبا به روش‌های جدید وزارت اطلاعات جمهوری اسلامی برای مقابله به این خبرگزاری اشاره کرد. به گفته صبا، وزارت اطلاعات با ساخت صفحات وبلاگ و پروفایل‌های جعلی در شبکه‌های اجتماعی می‌کوشد با انتساب این صفحات به همکاران این شبکه، از آن‌ها هویتی دروغین بسازد.
مقامات جمهوری اسلامی تاکنون چندین بار نیز این شبکه خبری را به وابستگی به بیگانگان و عملکرد در راستای طرح‌های آنان متهم کرده‌اند. به گفته حسن فیروزآبادی، این شبکه به منظور «فرصت‌سازی برای حمله آمریکا به ایران» ایجاد شده‌است.

## جوایز
- جایزه «واضح‌ترین پوشش یک حادثه خبری» به خاطر پوشش انتخابات ایران از طرف اتحادیه رادیو و تلویزیون‌های بین‌المللی (AIB) در سال ۲۰۰۹ برای مستند «انتخاباتی که ایران را لرزاند».[۲۰]
- جایزه «بهترین کانال خبری سال» ماهواره هاتبرد (Hotbird) در سال ۲۰۰۹.[۲۱]
- پنج جایزه «ریث» در سال ۲۰۱۰.[۲۲]